# Namakwanus streyi
Namakwanus streyi là một loài bọ cánh cứng trong họ Bọ hung (Scarabaeidae).